# Miliammellus
Miliammellus ist die einzige Gattung der Ordnung Silicoloculinida, einer Ordnung gehäusetragender, meeresbewohnender Einzeller aus der Gruppe der Foraminiferen. Ihre Gehäuse bestehen aus Opal.

## Merkmale und Lebensweise
Ordnungskennzeichen ist die Bildung von Gehäusen aus Opal, der von den Tieren ausgeschieden wird. Die höchstens 0,5 Millimeter langen, kleinen, eiförmigen und imperforaten Gehäuse sind gewunden, die auf die erste Kammer folgenden Kammern sind jeweils eine halbe Windung lang, die Kammeranordnung ist quinquelokulinar, das heißt, die Medianebene der Kammer ist jeweils in 72°-Winkeln versetzt. Die Kammern sind jeweils an ihrem Ansatz am breitesten und verjüngen sich hin zur Apertur, die sich als gebogener Schlitz am Ende der letzten Kammer befindet und von einem einfachen, zahnartigen Vorsprung verschlossen wird. Die Wandung des Gehäuses ist dünn und glatt. 
Die Tiere sind aus Meerestiefen von mehr als 4000 Meter aus dem Beringmeer sowie dem nördlichen und mittleren Pazifik bekannt.

## Systematik
Die Gattung ist seit dem oberen Miozän fossil belegt und der einzige Vertreter der Familie bzw. Ordnung. Bei ihrer Erstbeschreibung 1978 wurde sie noch zu den Miliolida gestellt, erst 1980 wurde sie in einer eigenen Ordnung platziert.
Typusart ist Miliammellus legis.

## Nachweise
- Barun K. Sen Gupta: Systematics of modern Foraminifera, In: Barun K. Sen Gupta (Hrsg.): Modern Foraminifera. Springer Netherlands (Kluwer Academic), 2002, ISBN 1-4020-0598-9, S. 17..
- Alfred R. Loeblich, Jr., Helen Tappan: Foraminiferal genera and their classification, E-Book des Geological Survey Of Iran, 2005, Ordnung, Familie und Gattung Online